# ژولووا
ژولووا (به لاتین: Žulová) یک منطقهٔ مسکونی در جمهوری چک است که در شهرستان یسنیک واقع شده‌است. ژولووا ۱۴٫۷۵ کیلومتر مربع مساحت و ۱٬۲۸۵ نفر جمعیت دارد و ۲۹۰ متر بالاتر از سطح دریا واقع شده‌است.